# Estación Poblado (Metro de Medellín)
La Estación Poblado es la decimoquinta estación de la línea A del Metro de Medellín de sur a norte, recibe su nombre del sector en el que se encuentra.
La estación, adyacente al Politécnico Jaime Isaza Cadavid, se encuentra a un lado de la Avenida Regional y en inmediaciones de la Calle 10, una vía que atraviesa la ciudad de oriente a occidente y que comunica El Poblado con Guayabal, al Aeropuerto Olaya Herrera y a La Terminal del Sur, y contigua a la Autopista Sur que conduce al suroccidente del país.
En 2017 empezó la construcción de la segunda entrada para la estación, la cual beneficiaría a los estudiantes del INEM José Félix de Restrepo, ya que dicha entrada quedaría más cerca a esta institución para evitar tramos más largos.
Este mismo espacio de la estación, presentó retrasos por incumplimiento del contratista y había avanzado un 26,2% de ejecución para el mes marzo de 2019.
El 16 de agosto de 2020 se inauguró la entrada sur de la estación.

## Diagrama de la estación
| SUELO |                                                                |     |
|       | Plataforma lateral, las puertas abren a la derecha e izquierda |     |
| Norte | ← hacia Estación Industriales (Estación Niquía)                | Sur |
| Norte | → hacia Estación Aguacatala (Estación La Estrella )            | Sur |
|       | Plataforma lateral, las puertas abren a la derecha e izquierda |     |
|       |                                                                |     |

## Horario
| Horarios de estación                  | Lunes a viernes | Sábado | Domingo y festivos |
| ------------------------------------- | --------------- | ------ | ------------------ |
| Primer tren con dirección Niquía      | 04:30           | 04:30  | 05:00              |
| Primer tren con dirección La Estrella | 04:35           | 04:35  | 05:06              |
| Último tren con dirección Niquía      | 22:56           | 22:56  | 22:13              |
| Último tren con dirección La Estrella | 23:07           | 23:07  | 22:26              |

## Rutas integradas
| RUTA  | NOMBRE                                                                       | DESTINO |
| ----- | ---------------------------------------------------------------------------- | ------- |
| 133i  | San Lucas                                                                    |         |
| 134i  | Calle 10 - Loma el Tesoro                                                    |         |
| 134ii | Calle 10 - Transversal Superior - CES - Marianito - Las Palmas - Colegiatura |         |

## Zonas de interés
- Barrio Astorga
- Aeropuerto Olaya Herrera
- Calle de la buena mesa
- La Vía Primavera
- Parque de El Poblado
- Terminal del Sur